# Tereza Prucková
Tereza Prucková (rozená Bufková; * 31. prosince 1984 Česká Lípa) je česká profesionální tanečnice a lektorka tance.

## Život
Navštěvovala soukromou základní školu Slunce, kde byly povinné hodiny tance. Více se tanci začala věnovat v osmi letech, kdy tancem při hodině zaujala tanečního mistra, který ji vzal do svého kroužku. Zúčastnila se řady tanečních soutěží, kromě tance ale také pokračovala ve studiu, dokončila Pedagogickou fakultu UK v Praze se zaměřením na matematiku a francouzštinu. V průběhu studia se poprvé zúčastnila StarDance. Jeden rok učila, poté se ale začala naplno věnovat tanci. Mezi její největší úspěchy patří účast ve finále Mistrovství ČR v kombinaci 10 tanců, spolu s Michalem Necpálem byli v roce 2009 šestí a v roce 2007 čtvrtí. Zatančila si i v divadle, byla součástí muzikálů Rocky a Mamma Mia a tančila v představeních Tango, ó, tango nebo Aida a Lucie, aneb větší než malé množství lásky. V současnosti je lektorkou tance v Taneční škole Vavruška, kde se věnuje všem věkovým kategoriím.
Mimo tance má ráda lyže, kolo, běh, vodu a malování.

## StarDance
Zúčastnila se pěti ročníků televizní taneční soutěže StarDance.
1. V první řadě byl jejím partnerem herec Jan Čenský - ze soutěže ale vypadli hned ve druhém kole.
2. Podruhé se Prucková zúčastnila StarDance o 6 let později a spolu s hokejistou Martinem Procházkou skončili v páté řadě druzí - to byl její největší úspěch v této soutěži.
3. V roce 2015 tančila v sedmé řadě s Radkem Bangou, oba postoupili až do předposledního dílu a skončili čtvrtí. Divákům tak však představili všech 11 tanců - kromě základních deseti tančili ještě salsu.
4. V roce 2021 se do soutěže vrátila počtvrté, jejím partnerem v 11. řadě byl herec Zdeněk Godla,[5] se kterým vypadla ve čtvrtém dílu - dohromady tančili chachu, slowfox, waltz a osudným se jim stalo paso doble. Jako náhrada za Lenku Noru Návorkovou se potom zúčastnila také sedmého, benefičního večera, kde s Miraiem Navrátilem zatančili rumbu.[6]
5. Ve třinácté řadě tancuje po boku spisovatele, režiséra a dramatika Patrika Hartla.

Ačkoli největším úspěchem Terezy Pruckové ve StarDance bylo druhé místo s Martinem Procházkou, nejdále se dostali s Radkem Bangou. Tento fakt je způsoben odlišným počtem soutěžících. Ačkoliv finále páté řady bylo v osmém díle, semifinále té sedmé až v devátém.